# Pierre-Charles Robert
Pour les articles homonymes, voir Robert.
Pierre-Charles Robert, né à Bar-le-Duc le 20 novembre 1812 et mort le 15 décembre 1887 à Paris, est un militaire archéologue et numismate français.

## Carrière militaire
Ancien élève de l'École polytechnique, Pierre-Charles Robert sert presque toute sa carrière dans l'intendance militaire, comme sous-intendant de la Garde impériale à Paris, puis à Metz.Il y fait la connaissance de Félicien de Saulcy qui l'initie à la numismatique. Il est nommé, en 1862, directeur général de l’administration au ministère de la Guerre et enfin promu intendant général en 1867 avant sa retraite en 1875.

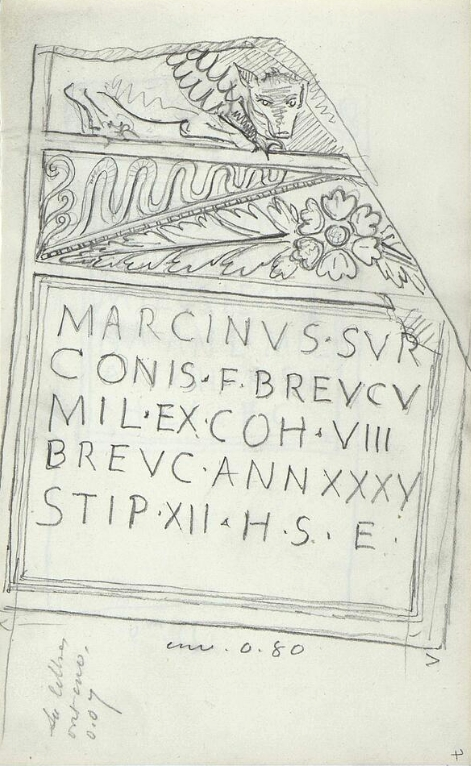
Extrait des carnets de notes de Robert, relevé d'épigraphie latine.

Parallèlement, il mène divers travaux en numismatique et publie à plusieurs reprises dans la Revue numismatique française. Membre de plusieurs sociétés savantes notamment en région et à l'étranger, il est nommé correspondant en décembre 1862 puis membre en 1871 de l'Académie des inscriptions et belles-lettres, en remplacement de Prosper Mérimée.

## Travaux
Il entre à la Commission de topographie des Gaules en 1873. Auteur d’une série de carnets conservée au musée d’archéologie nationale, il apporte son concours au général Casimir Creuly dans le cadre du projet épigraphique. Il continue, en parallèle, à mener des recherches qu'il présente devant l'Académie, notamment sur Mercure et Rosmerta ou sur les inscriptions de la région de Bordeaux. Il participe également au projet de Recueil des inscriptions de Gaule mené par Léon Renier. Il est enfin l’auteur d’une importante étude sur les inscriptions de Moselle parue à partir de 1873. Ses papiers et sa bibliothèque sont légués au musée d'archéologie nationale par sa veuve en 1894.
Pierre-Charles Robert est chevalier de l'ordre du Médjidié en 1851 puis commandeur en 1865. Il meurt le 15 décembre 1887 à son domicile parisien au 14 Rue de Bellechasse. Il est enterré au cimetière du Père-Lachaise, division 41.

## Publications
- Recherches sur les monnaies et les jetons des Maîtres-échevins et description de jetons divers, Metz, Nouvian, 1853
- Numismatique de Cambrai, Paris, Rollin et Feuardent, 1861
- Sigillographie de Toul, Metz, Nouvian, 1868
- Epigraphie gallo-romaine de la Moselle, Paris,  Didier, 1873
- Mélanges d'archéologie, Paris,  J.-B. Dumoulin, 1875
- Numismatique de la province de Languedoc, Toulouse, Edouard Privat, 1876
- Monnaies et jetons des évêques de Verdun,  Mâcon, imprimerie de Protat frères, 1885
- Monnaies, jetons et médailles des Evêques de Metz,  Mâcon, imprimerie de Protat frères, 1890

## Source
- Cet article est partiellement ou en totalité issu de la page « Aux sources de l'archéologie nationale » de ministère de la Culture, le texte ayant été placé par l’auteur ou le responsable de publication sous la licence Creative Commons paternité partage à l'identique ou une licence compatible.